# Фальков, Борис Викторович
Борис Викторович Фальков (8 декабря 1946, Москва — 16 сентября 2010, Мюнхен) — русский поэт и прозаик, пианист.
Учился в Московской и Ленинградской консерваториях, пианист. Преподавал в Донецкой консерватории, концертировал, записал ряд дисков. С 1987 г. — в Германии, жил в Мюнхене. Автор романов и поэтических сборников. Умер 16 сентября 2010 года.